# Volta ao Algarve de 2014
A Volta ao Algarve 2014 foi a 40ª edição da Volta ao Algarve como prova do UCI Europe Tour categoria 2.1, e foi realizado de 19 a 23 de fevereiro de 2014 , concluída em 5 etapas num percurso de 689,4 km, com partida em Faro e chegada a Vilamoura.  Foi vencedor Michał Kwiatkowski, corredor da equipa Omega Pharma-Quick Step, - tomando a primeira vitória de etapa de corrida da sua carreira - depois de assumir a liderança da corrida com uma vitória isolada na segunda etapa, no dia seguinte ele assim ampliou ainda mais a liderança no contra-relógio individual, antes de segurar a liderança até o final da corrida. A margem de vitória de Kwiatkowski sobre o vice-campeão Alberto Contador da Team Saxo Bank foi de 19 segundos e o campeão do mundo  Rui Costa (Lampre-Merida) completou a etapa, 13 segundos do Contador e 32 segundos em atraso de Kwiatkowski. Contador venceu a etapa rainha da corrida no penúltimo dia, até ao Alto do Malhão, enquanto Costa terminou em segundo lugar em três etapas, e terminou como o corredor Português mais bem colocado.
Ciclistas portugueses foram destaque em outras classificações da corrida. A prestação consistente de Costa permitiu-lhe levar para casa a camisa verde como o vencedor da classificação por pontos, enquanto que Valter Pereira da Banco BIC-Carmin e César Fonte da Rádio Popular-Onda manteve a liderança do início ao fim das classificações de montanhas e sprints respectivamente. Costa da equipe Lampre-Merida foram os vencedores da classificação de equipas, depois de Chris Horner também terminar entre os dez primeiros da geral e Sacha Modolo tomar uma vitória de etapa no dia de abertura.

## Equipas
Estão inscritos 19 times contando com 6 equipes pro tour.
| Cofidis Lampre-Merida Team Katusha Movistar Team Wanty-Groupe Gobert Omega Pharma-Quick Step |  | Team Saxo Bank Sky Dive Dubai Team NetApp-Endura Team Europcar Caja Rural-Seguros RGA FDJ.fr |  | OFM-Quinta da Lixa-Golden Times Efapel-Glassdrive Louletano-Dunas Douradas Banco BIC-Carmin LA Alumínios-Antarte Rádio Popular-Onda |  | RusVelo |

## Resumo da corrida
| Etapa | Data         | Percurso               | Distância | Tipo | Tipo           | Vencedor                                   |
| ----- | ------------ | ---------------------- | --------- | ---- | -------------- | ------------------------------------------ |
| 1     | 19 fevereiro | Faro a Albufeira       | 160 km    |      | Etapa plana    | Sacha Modolo Lampre-Merida                 |
| 2     | 20 fevereiro | Lagoa a Monchique      | 196 km    |      | Etapa montanha | Michał Kwiatkowski Omega Pharma-Quick Step |
| 3     | 21 fevereiro | Vila do Bispo a Sagres | 13,6 km   |      | CR individual  | Michał Kwiatkowski Omega Pharma-Quick Step |
| 4     | 22 fevereiro | Almodôvar a Loulé      | 164,5 km  |      | Etapa montanha | Alberto Contador Team Saxo Bank            |
| 5     | 23 fevereiro | Tavira a Vilamoura     | 155,8 km  |      | Etapa plana    | Mark Cavendish Omega Pharma-Quick Step     |

## Etapas

### 1ª Etapa
19 Fevereiro — Faro > Albufeira - 160 km
|    | Ciclista            | Equipa                  | Tempo      |
| -- | ------------------- | ----------------------- | ---------- |
| 1  | Sacha Modolo        | Lampre-Merida           | 3h 51' 46" |
| 2  | Rui Costa           | Lampre-Merida           | m.t.       |
| 3  | Alessandro Petacchi | Omega Pharma-Quick Step | m.t.       |
| 4  | Bryan Coquard       | Team Europcar           | m.t.       |
| 5  | Danilo Napolitano   | Wanty-Groupe Gobert     | m.t.       |
| 6  | Arnaud Démare       | FDJ.fr                  | m.t.       |
| 7  | Edgar Pinto         | LA Alumínios-Antarte    | m.t.       |
| 8  | Daniel Schorn       | Team NetApp-Endura      | m.t.       |
| 9  | Alexey Tsatevich    | Team Katusha            | m.t.       |
| 10 | Juan José Lobato    | Movistar Team           | m.t.       |

|    | Ciclista            | Equipa                  | Tempo      |
| -- | ------------------- | ----------------------- | ---------- |
| 1  | Sacha Modolo        | Lampre-Merida           | 3h 51' 36" |
| 2  | César Fonte         | Rádio Popular-Onda      | a 1 s      |
| 3  | Rui Costa           | Lampre-Merida           | a 4 s      |
| 4  | Alessandro Petacchi | Omega Pharma-Quick Step | a 6 s      |
| 5  | Luís Afonso         | LA Alumínios-Antarte    | m.t.       |
| 6  | Bryan Coquard       | Team Europcar           | a 10 s     |
| 7  | Danilo Napolitano   | Wanty-Groupe Gobert     | m.t.       |
| 8  | Arnaud Démare       | FDJ.fr                  | m.t.       |
| 9  | Edgar Pinto         | LA Alumínios-Antarte    | m.t.       |
| 10 | Daniel Schorn       | Team NetApp-Endura      | m.t.       |

### 2ª Etapa
20 Fevereiro — Lagoa > Monchique - 196 km
|    | Ciclista             | Equipa                          | Tempo      |
| -- | -------------------- | ------------------------------- | ---------- |
| 1  | Michał Kwiatkowski   | Omega Pharma-Quick Step         | 4h 57m 58s |
| 2  | Rui Costa            | Lampre-Merida                   | a 6s       |
| 3  | Alberto Contador     | Team Saxo Bank                  | m.t.       |
| 4  | Eduard Prades        | OFM-Quinta da Lixa-Golden Times | m.t.       |
| 5  | Alexandre Geniez     | FDJ.fr                          | a 17s      |
| 6  | Sergey Chernetskiy   | Team Katusha                    | m.t        |
| 7  | Chris Horner         | Lampre-Merida                   | m.t.       |
| 8  | Sergey Firsanov      | RusVelo                         | m.t.       |
| 9  | Jonathan Castroviejo | Movistar Team                   | m.t.       |
| 10 | Edgar Pinto          | LA Alumínios-Antarte            | m.t.       |

|    | Ciclista             | Equipa                          | Tempo      |
| -- | -------------------- | ------------------------------- | ---------- |
| 1  | Michał Kwiatkowski   | Omega Pharma-Quick Step         | 8h 49m 33s |
| 2  | Rui Costa            | Lampre-Merida                   | a 4s       |
| 3  | Alberto Contador     | Team Saxo Bank                  | a 12s      |
| 4  | Eduard Prades        | OFM-Quinta da Lixa-Golden Times | a 16s      |
| 5  | Edgar Pinto          | LA Alumínios-Antarte            | a 27s      |
| 6  | Rubén Fernández      | Caja Rural-Seguros RGA          | m.t.       |
| 7  | Sergey Chernetskiy   | Team Katusha                    | m.t.       |
| 8  | Jonathan Castroviejo | Movistar Team                   | m.t.       |
| 9  | Simon Špilak         | Team Katusha                    | m.t.       |
| 10 | Chris Horner         | Lampre-Merida                   | m.t.       |

### 3ª Etapa
21 Fevereiro — Vila do Bispo > Sagres - 13,6 km
|    | Ciclista           | Equipa                  | Tempo  |
| -- | ------------------ | ----------------------- | ------ |
| 1  | Michał Kwiatkowski | Omega Pharma-Quick Step | 14'03" |
| 2  | Adriano Malori     | Movistar Team           | a 10s  |
| 3  | Tony Martin        | Omega Pharma-Quick Step | a 12s  |
| 4  | Alberto Contador   | Team Saxo Bank          | a 20s  |
| 5  | Alex Dowsett       | Movistar Team           | a 25s  |
| 6  | Jan Bárta          | Team NetApp-Endura      | a 28s  |
| 7  | Rick Flens         | Belkin Pro Cycling      | a 29s  |
| 8  | Thomas De Gendt    | Omega Pharma-Quick Step | a 30s  |
| 9  | Wilco Kelderman    | Belkin Pro Cycling      | a 30s  |
| 10 | Alexandre Geniez   | FDJ.fr                  | a 33s  |

|    | Ciclista           | Equipa                          | Tempo      |
| -- | ------------------ | ------------------------------- | ---------- |
| 1  | Michał Kwiatkowski | Omega Pharma-Quick Step         | 13h 05m50s |
| 2  | Alberto Contador   | Team Saxo Bank                  | a 16s      |
| 3  | Rui Costa          | Lampre-Merida                   | a 38s      |
| 4  | Alexandre Geniez   | FDJ.fr                          | a 1m       |
| 5  | Sergey Chernetskiy | Team Katusha                    | a 1m3s     |
| 6  | Wilco Kelderman    | Belkin Pro Cycling              | a 1m8s     |
| 7  | Rubén Fernández    | Caja Rural-Seguros RGA          | a 1m20s    |
| 8  | Simon Špilak       | Team Katusha                    | a 1m24s    |
| 9  | Chris Horner       | Lampre-Merida                   | a 1m24s    |
| 10 | Eduard Prades      | OFM-Quinta da Lixa-Golden Times | a 1m25s    |

### 4ª Etapa
22 Fevereiro — Almodôvar > Loulé - 164,5 km
|    | Ciclista           | Equipa                          | Tempo    |
| -- | ------------------ | ------------------------------- | -------- |
| 1  | Alberto Contador   | Team Saxo Bank                  | 4h 2m 8s |
| 2  | Rui Costa          | Lampre-Merida                   | a 3s     |
| 3  | Michał Kwiatkowski | Omega Pharma-Quick Step         | a 10s    |
| 4  | Eduard Prades      | OFM-Quinta da Lixa-Golden Times | a 13s    |
| 5  | Tiago Machado      | Team NetApp-Endura              | a 14s    |
| 6  | Chis Horner        | Lampre-Merida                   | m.t      |
| 7  | Edgar Pinto        | LA Alumínios-Antarte            | a 16s    |
| 8  | Pello Bilbao       | Caja Rural-Seguros RGA          | m.t.     |
| 9  | Alexandre Geniez   | FDJ.fr                          | m.t.     |
| 10 | Sergey Firsanov    | RusVelo                         | m.t.     |

|    | Ciclista           | Equipa                          | Tempo       |
| -- | ------------------ | ------------------------------- | ----------- |
| 1  | Michał Kwiatkowski | Omega Pharma-Quick Step         | 13h 05m 50s |
| 2  | Alberto Contador   | Team Saxo Bank                  | a 16s       |
| 2  | Rui Costa          | Lampre-Merida                   | a 29s       |
| 4  | Alexandre Geniez   | FDJ.fr                          | a 1m 10s    |
| 5  | Wilco Kelderman    | Belkin Pro Cycling              | a 1m 29s    |
| 6  | Rubén Fernandez    | Caja Rural-Seguros RGA          | a 1m 30s    |
| 7  | Eduard Prades      | OFM-Quinta da Lixa-Golden Times | a 1m 32s    |
| 8  | Chris Horner       | Lampre-Merida                   | m.t.        |
| 9  | Simon Špilak       | Team Katusha                    | a 1m 38s    |
| 10 | Edgar Pinto        | LA Alumínios-Antarte            | a 1m 41s    |

### 5ª Etapa
23 Fevereiro — Tavira > Vilamoura - 155,8 km
|    | Ciclista           | Equipa                  | Tempo      |
| -- | ------------------ | ----------------------- | ---------- |
| 1  | Mark Cavendish     | Omega Pharma-Quick Step | 3h 24m 10s |
| 2  | Arnaud Démare      | FDJ.fr                  | m.t        |
| 3  | Bryan Coquard      | Team Europcar           | m.t        |
| 4  | José Joaquín Rojas | Movistar Team           | m.t        |
| 5  | Sacha Modolo       | Lampre-Merida           | m.t        |
| 6  | Alexey Tsatevich   | Team Katusha            | m.t        |
| 7  | Danilo Napolitano  | Wanty-Groupe Gobert     | m.t        |
| 8  | Igor Boev          | RusVelo                 | m.t.       |
| 9  | Tom Leezer         | Belkin Pro Cycling      | m.t.       |
| 10 | Yoann Offredo      | FDJ.fr                  | m.t.       |

|    | Ciclista           | Equipa                          | Tempo       |
| -- | ------------------ | ------------------------------- | ----------- |
| 1  | Michał Kwiatkowski | Omega Pharma-Quick Step         | 16h 29m 57s |
| 2  | Alberto Contador   | Team Saxo Bank                  | a 19s       |
| 2  | Rui Costa          | Lampre-Merida                   | a 32s       |
| 4  | Alexandre Geniez   | FDJ.fr                          | a 1m 13s    |
| 5  | Wilco Kelderman    | Belkin Pro Cycling              | a 1m 32s    |
| 6  | Rubén Fernandez    | Caja Rural-Seguros RGA          | a 1m 33s    |
| 7  | Eduard Prades      | OFM-Quinta da Lixa-Golden Times | a 1m 35s    |
| 8  | Chris Horner       | Lampre-Merida                   | m.t.        |
| 9  | Simon Špilak       | Team Katusha                    | a 1m 41s    |
| 10 | Edgar Pinto        | LA Alumínios-Antarte            | a 1m 42s    |

## Lideres Classificações
| Etapa | Vencedor da Etapa  | Classificação Geral · | Classificação Montanha · | Classificação Metas Volantes · | Classificação Pontos · | Melhor Português | Classificação Equipas |
| ----- | ------------------ | --------------------- | ------------------------ | ------------------------------ | ---------------------- | ---------------- | --------------------- |
| 1     | Sacha Modolo       | Sacha Modolo          | Valter Pereira           | César Fonte                    | Sacha Modolo           | César Fonte      | Lampre-Merida         |
| 2     | Michał Kwiatkowski | Michał Kwiatkowski    | Valter Pereira           | César Fonte                    | Rui Costa              | Rui Costa        | Lampre-Merida         |
| 3     | Michał Kwiatkowski | Michał Kwiatkowski    | Valter Pereira           | César Fonte                    | Rui Costa              | Rui Costa        | Lampre-Merida         |
| 4     | Alberto Contador   | Michał Kwiatkowski    | Valter Pereira           | César Fonte                    | Rui Costa              | Rui Costa        | Lampre-Merida         |
| 5     | Mark Cavendish     | Michał Kwiatkowski    | Valter Pereira           | César Fonte                    | Rui Costa              | Rui Costa        | Lampre-Merida         |
| Final | Final              | Michał Kwiatkowski    | Valter Pereira           | César Fonte                    | Rui Costa              | Rui Costa        | Lampre-Merida         |

## Ligações Externas
- Apresentação